# Olympisch Stadion Lluís Companys
Olympisch Stadion Lluís Companys (Catalaans: Estadi Olímpic Lluís Companys) is een Olympisch stadion gelegen in op de berg Montjuïc in de Catalaanse hoofdstad Barcelona.  
Het stadion werd gebouwd in 1927 voor de Wereldtentoonstelling van 1929 en Barcelona's kandidatuur voor de Olympische Spelen van 1936, daarna werd het stadion in 1989 gerenoveerd voor de Olympische en Paralympische Zomerspelen van 1992.  
Het stadion is vernoemd naar Lluís Companys, president van de Generalitat de Catalunya, die werd geëxecuteerd door het Franco-regime.  
Het stadion was ooit de thuisbasis van het American footballteam Barcelona Dragons en werd daarna jarenlang bespeeld door RCD Espanyol. Van het seizoen 2023/24 tot en met 2024/25 maakte FC Barcelona gebruik van het stadion vanwege de renovatie van Camp Nou.  

## Geschiedenis
De naam verwijst naar Lluís Companys, republikeins president van de Generalitat de Catalunya vanaf 1934. Hij werd in 1940 in het nabijgelegen kasteel van Montjuïc gefusilleerd. Het stadion werd opgetrokken om de Wereldtentoonstelling van 1929 te huisvesten. Het Spaans volksfront dat in 1936 in Spanje aan de macht kwam wilde hier in hetzelfde jaar de Olympiade van het volk organiseren, als tegenhanger van de Olympische Zomerspelen 1936 die in Berlijn werden gehouden. Door het uitbreken van de Spaanse Burgeroorlog moest dit initiatief op het laatste ogenblik worden geannuleerd. 
Met de huidige capaciteit van 54.367 zitplaatsen (67.007 tijdens de Olympische Spelen van 1992) is het het op 5 na grootste stadion van Spanje en het op 1 na grootste in Catalonië. Het stadion is gelegen in de Anella Olímpica, in Montjuïc, een grote heuvel ten zuidwesten van de stad die uitkijkt over de haven. 
Het stadion is voor de Olympische Zomerspelen 1992 gerenoveerd door de architectengroep Correa-Milà-Margarit-Buixadé. Het oorspronkelijk eclectisch exterieur bleef behouden. De binnenkant werd volledig vernieuwd. Het stadion had daarna een capaciteit van 65.000 toeschouwers. Sinds 1997 speelde de tweede voetbalclub van Barcelona, Espanyol, hier zijn thuiswedstrijden. Vanaf het seizoen 2009-2010 is die club naar een nieuw stadion verhuisd.  
In het stadion werden talrijke sportmanifestaties en muziekconcerten gehouden, onder meer door Madonna, Bruce Springsteen, The Rolling Stones, Michael Jackson en Bon Jovi.
Vanaf het seizoen 2023–24 diende het stadion als thuisbasis van FC Barcelona vanwege de renovatie van Camp Nou. De club speelde er twee seizoenen.